# Uri Alon

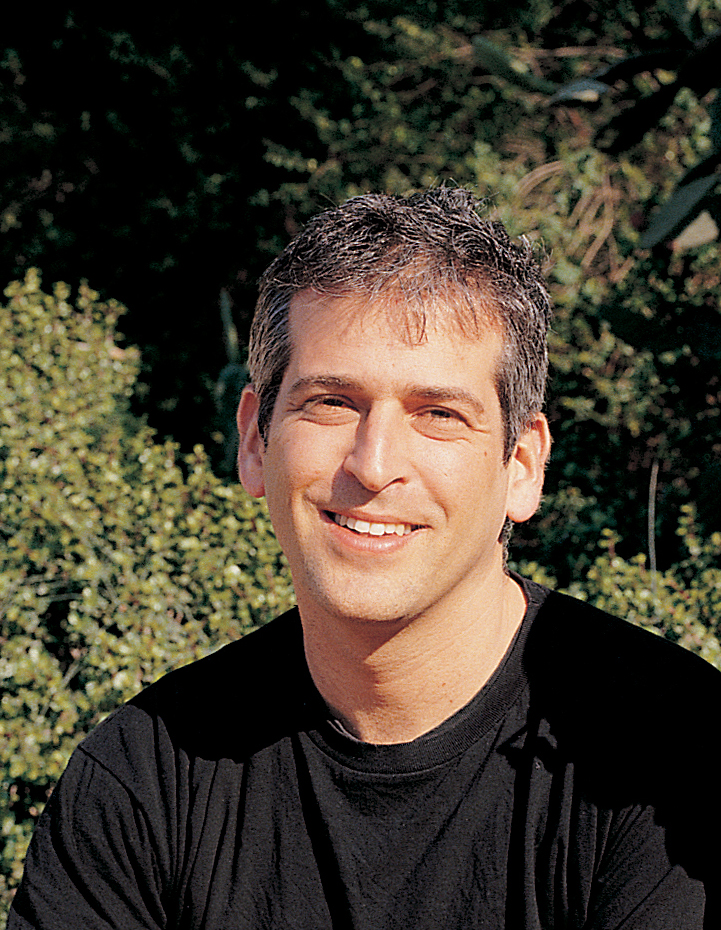
Uri Alon

Uri Alon (hebräisch אורי אלון‎; * 1969) ist ein israelischer Physiker und Professor für Systembiologie am Weizmann-Institut.

## Leben
Alon studierte an der Hebräischen Universität, an der er bei David Mukamel in Theoretischer Physik promoviert wurde. Als Post-Doktorand war er an der Princeton University. Danach war er am Weizmann-Institut, wo er 2004 Associate Professor und 2008 Professor wurde.
2007 wurde er Mitglied der European Molecular Biology Organization (EMBO). 2004 erhielt er den Overton-Preis der International Society for Computational Biology, 2001 den EMBO Young Investigator Award, 2003 den Morris L. Levinson Award in Biologie und 2014 den HFSP Nakasone Award. 2000 war er Moore Fellow am Caltech. 2020 wurde er zum Mitglied der Israelischen Akademie der Wissenschaften gewählt.
Im Jahre 2021 wurde er zum Gastprofessor der Stanford University ernannt.

## Wissenschaftliche Beiträge
Alon befasste sich mit Genregulationsnetzwerken bei E. coli und führte bei deren Analyse 2002 den Begriff Netzwerk-Motiv ein (Network motif). Sie wirken zum Beispiel als Generatoren zeitlicher Muster (Oszillatoren), Filter, Pulsgeneratoren und Antwortverstärker, Beispiele sind Feed Forward Loops (FFL) und Single Input Modules (SIM) sowie negative und positive Autoregulation (NAR und PAR). Sie finden sich auch in anderen biologischen Netzwerken (wie im Nervensystem). Er untersuchte in seinem Labor auch die Evolution biologischer Netzwerke (experimentell und theoretisch).
In seinem Labor baute er eine Bibliothek von über 2000 E. coli-Stämmen auf, in denen fluoreszierende Proteine als Indikatoren der Promotoren in der Genexpression von E. coli dienen. Außerdem arbeiten sie an Methoden, hunderte von Proteinen in lebenden menschlichen Zellen und ihre Dynamik simultan zu beobachten.
Mit seinen Labormitgliedern hat er verschiedene Theorien endokriner Regelkreise durch die Einführung der verwandten Konzepte der dynamischen Kompensation und der Autoimmunüberwachung hypersekretorischer Mutanten vereinigt. Seine Theorien können eine Vielzahl an Phänomenen, u. a. zirkannuale endokrine Rhythmen, die Entstehung des Diabetes mellitus Typ 2 und anderer häufiger endokriner Erkrankungen bis hin zu Suchterkrankungen und altersbedingten Leiden erklären.

## Schriften
- An introduction to systems biology: design principles of biological circuits, 1. Auflage Boca Raton: Chapman & Hall/CRC 2007, 2. Auflage Tayolor and Francis 2019 (ISBN 9781439837177)
- Systems Medicine: Physiological Circuits and the Dynamics of Disease. 1. Auflage New York: Chapman and Hall/CRC 2023 (ISBN 9781032411859)